# Mappenwerk
Ein Mappenwerk ist eine Sammlung loser Blätter, die sich in einer Mappe befinden. Die Blätter können Original-Grafiken, Bildtafeln oder Reproduktionen sein, die nach einem Thema, einem Künstler oder einer Kunstform zusammengestellt sind. Oft enthalten Mappenwerke erläuternde Begleithefte. Ein Mappenwerk ist wegen der Maße der Blätter oft großformatig und kann selbst eine Kunstform sein.
Im Gegensatz zu einem Tafelwerk sind die Bestandteile nicht fest miteinander verbunden. Die Mappe, die eine Informations- und Schutzfunktion hat, besteht meist aus Karton. Er kann mit Gewebe bezogen sein. Mappe und Blätter werden meist gemeinsam vertrieben, gekauft, gesammelt und katalogisiert. Abonnements auf Blätter in Mappen waren in Deutschland um 1900 verbreitet.
Im Kunst- und Buchhandel wird ein Mappenwerk oft kurz als Mappe bezeichnet. Von Bewerbern um eine künstlerische Ausbildung wird meist die Vorlage einer solchen Mappe mit eigenen Arbeiten erwartet.